# Lillasjön (Älvsereds socken, Västergötland)
Lillasjön är en sjö i Falkenbergs kommun i Västergötland och ingår i Ätrans huvudavrinningsområde.